# Brzemiona
Brzemiona – (niem. Bremmin) wieś w Polsce położona w województwie kujawsko-pomorskim, w powiecie świeckim, w gminie Lniano. W skład sołectwa Brzemiona wchodzą miejscowości Jakubowo (35 osób) i Zalesie Szlacheckie (127 osób).
W latach 1975–1998 miejscowość administracyjnie należała do województwa bydgoskiego.
Miejscowość należy do parafii św. Apostołów Piotra i Pawła w Sierosławiu (gmina Drzycim).
Przez wieś wzdłuż drogi powiatowej nr 1211C przebiega lipowa aleja prawem chroniona. Ten pomnik przyrody został ustanowiony w 1991 roku i wtedy tworzyło go 130 lip drobnolistnych o obwodach od 150 do 400 cm.
W parku dworskim z końca XIX w. rośnie kilka drzew uznanych za pomniki przyrody:
| Nr | Nazwa                           | Sztuk | Obwód        |
| 1. | Lipa drobnolistna               | 1     | 315 cm       |
| 2. | Jesion wyniosły                 | 2     | 300, 352 cm  |
| 3. | Jesion wyniosły odmiany zwisłej | 1     | 355 cm       |
| 4. | Dąb szypułkowy                  | 10    | 300 - 465 cm |